# Bolitoglossa macrinii
Bolitoglossa macrinii är en groddjursart som först beskrevs av Karl Lafrentz 1930.  Bolitoglossa macrinii ingår i släktet Bolitoglossa och familjen lunglösa salamandrar. IUCN kategoriserar arten globalt som nära hotad. Inga underarter finns listade.